# Rue Obscure
La rue Obscure de Villefranche-sur-Mer est une rue couverte de 130 mètres datant de 1260, située le long du premier rempart de la ville. Elle a été inscrite aux Monuments historiques le 4 octobre 1932. 

## Description
La première enceinte fortifiée datant de la fin du XIIIe siècle s'avère rapidement trop exiguë. Charles II d'Anjou, comte de Provence, fondateur de Villefranche, entreprend au début du XIVe siècle la réalisation d'une nouvelle enceinte plus vaste dont il reste une porte dite le « portail de Robert ».   
Située au cœur de la vieille ville dominant le port de la Santé, le long du rempart du XIVe siècle, la rue Obscure constitue un chemin de ronde défensif, à ciel ouvert permettant la circulation des militaires et facilitant les manœuvres. Après la construction d'une 3ème enceinte et de la Citadelle, le rempart du XIVe siècle n'ayant plus d'usage militaire est utilisé comme fondation pour l'agrandissement des maisons qui lui font face. Le recouvrement de cette rue s'échelonne du XVIe siècle au  XVIIIe siècle en fonction du besoin des habitants. La rue s’obscurcit.  
Des caves anciennes donnant sur la rue Obscure servaient principalement d'abris pour les ânes et les chèvres. L'une d'elles, datant du XIVe siècle, recèle un puits.  
La rue Obscure et son atmosphère mystérieuse a interpelé l'imaginaire de nombreux réalisateurs de cinéma, dont :  
- Jean Cocteau en 1959 : Le Testament d'Orphée
- Roger Coggio en 1981 : Les Fourberies de Scapin